# Masora

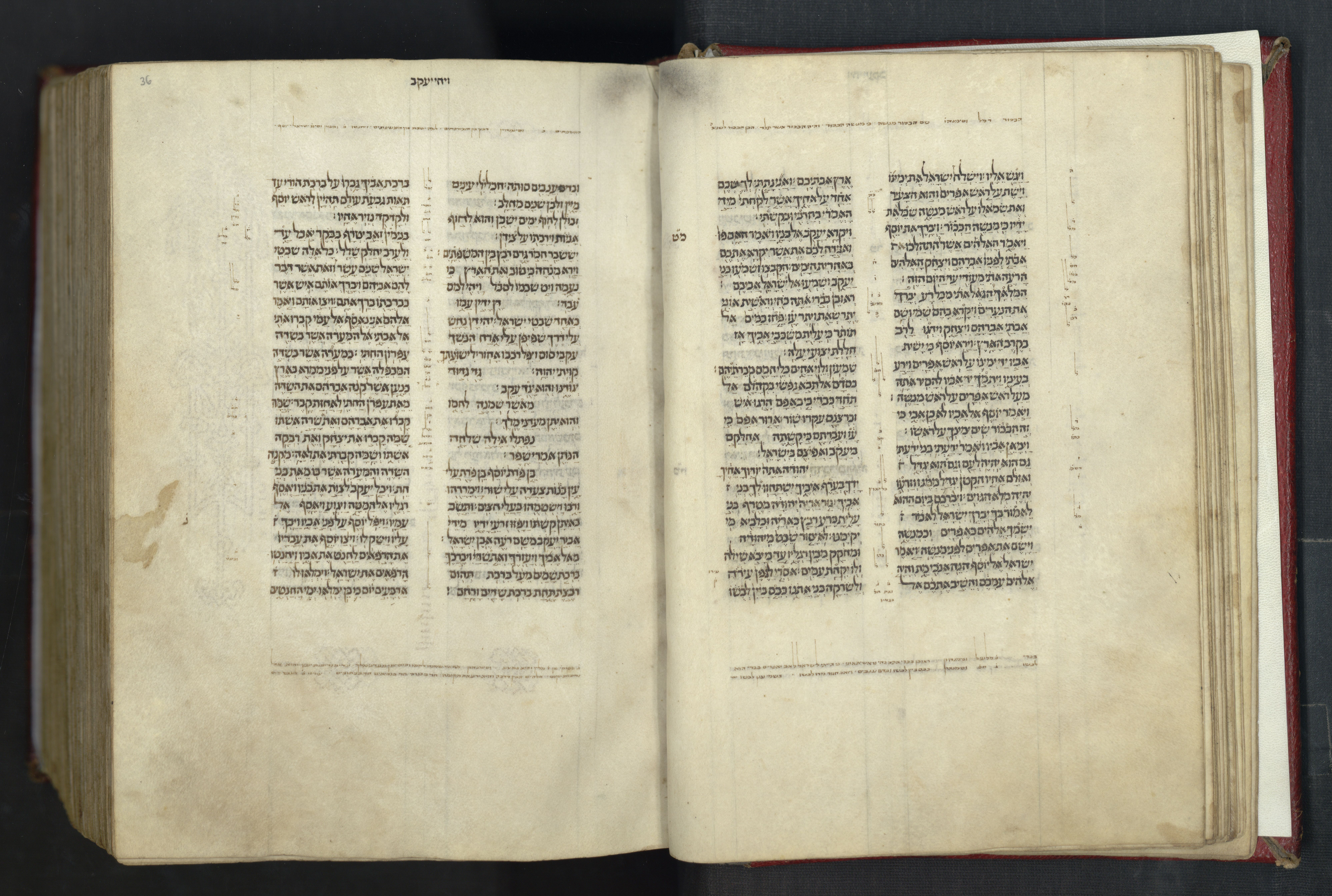
Damascus Pentateuch 7023 from the national library of israel

Con il termine Masora (o Masorah, ebraico מסורה) si intende l'insieme delle tradizioni ebraiche inerenti alla corretta lettura dei testi delle Sacre Scritture. 

## Storia
La lingua ebraica è un dialetto cananaico che si formò intorno al X secolo a.C. nei pressi della città di Gerusalemme. La lingua originaria delle tribù israelitiche che si sedentarizzarono nell’area siro-palestinese intorno al II millennio a.C., si ritiene sia stata probabilmente una forma di aramaico. 
La cosiddetta "età classica” della lingua ebraica viene collocata tra l’VIII e il VI secolo a.C., tra le predicazioni di grandi profeti, come Amos e Osea, e l’arrivo delle truppe babilonesi guidate dal re Nabucodonosor. Sono di questo periodo le prime documentazioni epigrafiche dell’ebraico, ed è questa l’epoca in cui nacque gran parte dei libri che compongono la Bibbia. L’ebraico del periodo che precede l’esilio babilonese è una lingua in cui predominano l’armonia, la vivacità, la concisione, la regolarità del parallelismo poetico, l’assenza di elementi estranei.
In quest’epoca l’antico regno unitario di Israele, governato dai famosi re biblici Saul, Davide e Salomone, si era già diviso in due unità territoriali e governatoriali distinte: il regno meridionale di Giuda e quello settentrionale di Samaria. In entrambi i regni la lingua ebraica continuava ad essere parlata anche nel quotidiano, seppur con differenze d’accento. Dopo la caduta del regno di Samaria nel 721 a.C., nel nord della Palestina si insediarono delle popolazioni di lingua aramaica; l’ebraico e l’aramaico si trovarono, quindi, a stretto contatto, e le contaminazioni si fecero molto forti.
Nel 587 a.C., quando i babilonesi arrivarono nel regno di Giuda e distrussero il Tempio di Salomone deportando l’élite israelita a Babilonia, l’aramaico iniziò ad imporsi sempre più come la lingua della comunicazione quotidiana, tanto da soppiantare quasi interamente l’ebraico. Quest’ultimo sopravviverà ancora per molto tempo dopo il ritorno in Palestina degli ebrei (nel 538 a.C., grazie all'intervento del re persiano Ciro), ma solamente come lingua scritta. In questo ebraico biblico post-esilico, tardo e artificioso, furono scritti libri come Aggeo, Zaccaria, Malachia e il Siracide. Molti contengono svariati esempi di aramaismi, e ciò è da imputare al fatto che l’ebraico biblico non era ormai più parlato. La lingua amministrativa dell’intera Mezzaluna Fertile, delle istruzioni dei satrapi, delle suppliche della popolazione ai potenti, delle comunicazioni ufficiali tra i governatori della Giudea e i sacerdoti della comunità di Elefantina, era l’aramaico. 
La lingua ebraica mishnaica è la lingua in cui vennero redatti i testi più importanti della letteratura rabbinica: la Mishnah (una serie di trattati contenenti la legge orale) e la Toseftah (un’altra raccolta di tradizioni giuridiche). A lungo è prevalsa l’opinione che nel periodo della nascita del cristianesimo l’aramaico fosse l’unica lingua della Palestina, e che l’ebraico mishnaico fosse una lingua scritta, in uso solo nella dotta produzione letteraria rabbinica, in cui i saggi avevano continuato ad utilizzare la lingua classica dei libri antichi invece di seguire l’evoluzione della lingua parlata contemporanea.
Tuttavia, alcune recenti scoperte archeologiche mettono in discussione tale tesi. Il rinvenimento degli innumerevoli rotoli del Mar Morto (tra il 1947 e il 1956) e la scoperta delle lettere di Bar Kokhba (1960) mostrano che nel II secolo d.C. la lingua ebraica non era utilizzata solo negli ambienti di studi rabbinici, ma anche in una produzione laica, formale e notarile. Anche se è a questo periodo che risalgono alcune traduzioni o parafrasi di passi biblici in aramaico, i targumim, non è certo che l’aramaico fosse l’unica lingua comprensibile in Palestina; si potrebbe piuttosto ritenere che quella era la lingua compresa dalla maggior parte della popolazione, anche se alcuni parlavano ancora l’ebraico. Tuttavia, anche se all’inizio dell’era cristiana l’ebraico non era ancora del tutto morto come lingua parlata, risultano evidenti le massicce influenze da parte dell’aramaico: i testi stessi testimoniano un certo bilinguismo dei Maestri della Mishnah. Ad esempio, un plurale maschile in –in (tipico dell’aramaico) viene talvolta ad alternarsi con la desinenza –im (di origine ebraica), e in alcuni casi è addirittura dominante su di essa. 
Si può indicare il 200 d.C. come il momento in cui l’ebraico cessò definitivamente di essere parlato; da questa data in poi la lingua biblica sopravvisse solo all’interno dei luoghi di culto, nei libri e nelle scuole rabbiniche. Da allora cominciarono a sorgere difficoltà legate alla lettura e alla copiatura, sia perché la lingua ebraica è scritta per mezzo di un abjad, cioè un alfabeto solamente consonantico in cui la presenza delle vocali non è segnata, sia perché fino ad allora non era mai stata redatta una grammatica dell’ebraico. 
La necessità di sviluppare un sistema per tramandare correttamente il testo sacro spinse alcuni rabbini, poi chiamati Masoreti, a conservare meticolosamente il patrimonio di informazioni relative alle lettura delle parole sacre. Il materiale masoretico venne dapprima tramandato oralmente, e solo in seguito ad un esponenziale aumento della quantità di dati iniziò ad essere annotato a margine del testo. Durante il medioevo, quindi, si svilupparono vari sistemi di registrazione dei suoni vocalici, che fornirono un punto di partenza per la scrittura di una grammatica ebraica. 
L’antico testo biblico era redatto in scriptio continua, cioè senza spazi che separassero le parole, e non esisteva neppure l’attuale divisione in libri, capitoli, paragrafi, versetti ed emistichi. Tutto ciò, come anche la standardizzazione dell’ortografia, i segni di pronuncia e quelli che indicano il tono per la lettura cantata in sinagoga, la definitiva fissazione delle forme delle lettere finali, così come l’utilizzo dei caratteri che usiamo tutt’oggi è da attribuirsi all’intervento di un corpo di dotti specializzati: i masoreti, cioè gli esperti nell’arte della masorah. 
Con questo termine si indica, quindi, l’ingente raccolta di tradizioni rabbiniche relative al testo biblico che copisti e masoreti riunirono nei margini superiore e inferiore di ogni pagina del manoscritto, nei margini laterali e tra le colonne o alla fine di un testo. Lo scopo dell’intera masorah è la precisa conservazione del testo sacro.

## Etimologia
Il termine ebraico masorah ha due possibili etimologie: una legata alla radice מסר, con il significato di “tramandare”; e una connessa con radice אסר, che invece significa “legare”. Si fa risalire l’uso di questo termine ad un versetto del libro di Ezechiele (Ez 20,37), nel quale assume il significato di “giogo” o “vincolo”:
(Ezechiele (Ez 20,37))
Dal termine masorah, poi, deriverà anche la parola per definire coloro che ne sono gli studiosi, cioè i masoreti.

## Origine
Verso l’VIII secolo, cioè agli inizi del medioevo, il trattato Soferim del Talmud parla di molti aspetti dell’attività degli scribi, senza fare ancora alcun cenno a un sistema di vocalizzazione segnato nel testo. Il lavoro dei masoreti era quello di fornire istruzioni nella lettura, e di tramandare oralmente queste conoscenze alle generazioni successive. Bisogna sempre tener presente, però, l’alto valore simbolico della scrittura ebraica. In Es 32,16 si parla delle Tavole della Legge dicendo che: "Le tavole erano opera di Dio, la scrittura era scrittura di Dio, scolpita sulle tavole”. L’alfabeto ebraico è quindi considerato perfetto così com’è, perché Dio stesso si esprime per mezzo di esso. Perciò, ideologicamente parlando, non era possibile aggiungere nulla allo scheletro di semplici consonanti della Bibbia, e solo una piccola parte di quello che fu stabilito come supporto alla lettura venne annotato nel testo sacro. Si può affermare che gli elementi che sono riusciti a penetrare il testo consonantico, l’abbiano fatto in un periodo molto antico, con il risultato che anch’essi sono stati santificati.
Tra questi elementi “santificati” possiamo annoverare, ad esempio, le matres lectionis, cioè lettere che non hanno relazione con l’etimologia della parola, ma che servono solamente a facilitare la pronuncia: ad esempio la י (yod) davanti alla ם (mem) per indicare la desinenza plurale maschile -im, o la consonante ה (he) in fine di parola che indica una sillaba aperta (generalmente terminante con il suono /a/, ma più raramente anche /e/ od /o/), e caratteristica del femminile. Anche l’attuale ordine dei libri, la separazione dei versetti, la struttura della poesia e la divisione in sezioni possono essere inseriti tra i punti fondamentali penetrati nel testo consonantico e poi ritenuti parte integrante di esso. 
Non sappiamo quando la Masorah iniziò ad essere commissionata e scritta, e per poterla datare dobbiamo affidarci a prove esterne. Possiamo fissare un terminus a quo tramite fatti come:
- Le esplicite affermazioni di San Girolamo (vissuto tra la fine de IV e l’inizio del V secolo d.C.), secondo le quali gli ebrei non avevano segni per annotare le vocali;
- Il Talmud di Gerusalemme (completato nella prima metà del V secolo d.C.) e quello di Babilonia (completato nella seconda metà del V secolo d.C.), che non menzionano né vocali né segni di accentazione.

Un terminus ad quem, invece, può essere fissato attraverso un certo numero di prove indirette:
- Si sa che Fineas Rosh ha-Yeshivah, uno dei primi masoreti conosciuto, visse nella prima metà del IX secolo d.C.;
- Asher ben Nehemiah, il capostipite della poi famosissima famiglia dei Ben Asher, fu contemporaneo di Fineas;

- Un libro di preghiere del IX secolo d.C. afferma che i segni vocalici non provengono dal Sinai, ma sono stati posti dai saggi.[16]

Per questi motivi, la nascita di una Masorah scritta si può collocare tra il VI e l’VIII secolo d.C.
Le scuole di letterati che si occupano della vocalizzazione del testo consonantico e della composizione di note critiche alla Tanaḫ sono passate alla storia con il nome di “Scuole Masoretiche”.

## I Masoreti
All’apice dell’epoca della tradizione masoretica, gli uomini che si dedicavano alla trasmissione testuale dell’Antico Testamento erano apparentemente designati in base alle loro specifiche funzioni. I soferim erano coloro che dovevano scrivere correttamente il testo consonantico, mentre i punti vocalici e gli accenti erano aggiunti dai naqedanim. Solo infine i masoreti aggiungevano le note. È possibile che una stessa persone ricoprisse diversi ruoli, come accadde ad esempio nel Codice di Aleppo, risalente al X secolo d.C., dove Shelomo ben Buya‘a fu responsabile del testo consonantico, e Aaron ben Moshe ben Asher delle indicazioni vocaliche e delle note masoretiche.
Ai masoreti si devono vari tipi di annotazioni: oltre alle somme dei versetti dei libri, ci sono note che avvertono se si debba pronunciare una parola (qere) diversamente dal modo in cui è scritta (ketiv), si tratta cioè casi di correzioni applicate dagli scribi. Tali correzioni influiscono solitamente sui suffissi, per evitare un riferimento antropomorfico a Dio. Un esempio di questo tipo di correzione si trova in I Sam 15,16, dove וַיֹּאמְרוּ è corretto con il singolare וַיֹּאמֶר, in accordo con il soggetto della frase. Questo tipo di correzioni è chiamato qere semplice, e indica di leggere il singolare nonostante vi sia scritto un plurale.
Vi sono poi casi in cui i masoreti inserirono una parola mancante, ad esempio in Rut 3,17, dove segnalarono di leggere un אֵלַי assente nel testo; questo secondo tipo di correzione viene chiamato qere welo ketiv, cioè “si legga, ma non è scritto”.
Esistono, infine, alcuni casi nei quali si indica di sopprimere nella lettura una parola superflua, come nel caso di Rut 3,12, dove i masoreti segnalarono di non leggere un אם del testo. Quest’ultimo tipo di errata corrige viene chiamato ketiv welo qere, cioè “è scritto ma non letto”.

## I tipi di Masora
Il materiale masoretico veniva inizialmente tramandato oralmente, ma la sua continua crescita rese necessario annotare questo vastissimo numero di conoscenze sui margini delle pagine dei codici o alla fine di essi, in lunghe appendici.
Così, le note masoretiche si dividono in due tipi: la Masora marginalis, cioè scritta nei quattro margini disponibili di una pagina di testo, e la Masora finalis, una raccolta di saggi ordinati alfabeticamente e posta alla fine del volume o in un volume separato.
La Masora marginalis a sua volta si divide in Masora parva, cioè scritta sui margini laterali (e quindi più piccoli) del foglio, e la Masora magna, invece scritta sui margini superiore e inferiore (quindi più grandi).
La Masora parva viene utilizzata soprattutto per commentare e fare rapide osservazioni riguardo alla forma letterale del testo, in modo da scongiurare eventuali errori di copiatura o alterazioni di altro genere. Sono quindi frequenti le enumerazioni e la registrazione di ogni hapax presente nel testo (annotato con il simbolo לית oppure con la sua abbreviazione לׄ), come informazioni sulla forma di scrittura plena o defectiva, cioè indicazioni su parole che possono trovarsi sia scritte con l’aiuto di una o più matres lectionis che senza. Spesso queste note possono sembrare di scarso valore d’uso, ma dobbiamo tener presente che sono nate dalla necessità di preservare il testo, di metterlo al riparo da eventuali errori o sviste dei copisti.
La Masora magna aggiunge dettagli rilevanti alle annotazioni presenti nella Masora parva. Se la seconda si limita a indicare la quantità di volte in cui ricorre una determinata forma, la prima riporta la lista completa di questi casi. Ad esempio, se la Masora parva indica che la parola בראשית è presente cinque volte nel testo biblico – di cui tre volte all’inizio del versetto e due volte in mezzo – la Masora magna completa queste informazioni indicando che i versetti in cui ricorre all’inizio sono: Genesi 1,1, Geremia 26,1 e 27,1; e quelli in cui ricorre a metà sono: Geremia 28,1 e 48,34.
La Masora finalis, invece, raccoglie in ordine alfabetico diverso materiale, come conteggi di versi, le parashiyyot e i sedarim dei libri e delle parti della Bibbia, e anche le somme delle parole e delle lettere. In documenti antichi possiamo trovare anche liste dei "nomi degli autori dei libri, la cronologia dei libri, una lista dei profeti che hanno fatto previsioni riguardo ad Israele, una lista di 18 emendamenti fatti dagli scribi, un elenco di lettere grandi e piccole nella Bibbia e altre particolarità.

## Lingua
La lingua utilizzata in queste annotazioni e le abbreviazioni è generalmente l’aramaico, ma vi sono numerosi termini tratti dalla lingua ebraica biblica, che di fatto ha condizionato tutte le manifestazioni linguistiche dell’ebraismo. Il cosiddetto “aramaico giudaico” è una lingua che pone non pochi problemi agli studiosi, a partire dal fatto che la variante occidentale (palestinese) è stata fortemente influenzata da quella orientale (babilonese), fino al problema delle vocalizzazioni, che non ci sono pervenute o sono tardive. Infatti, l’enorme sforzo dei masoreti si è concentrato solamente sull’ebraico, e non è stato giudicato importante inserire indicazioni riguardo all’aramaico delle note. Per loro natura, le note masoretiche hanno uno stile conciso e sono ricche di abbreviazioni che è necessario conoscere per poterle comprendere. Perciò è abbastanza naturale che questo loro significato criptico si sia perso con il tempo, e che già verso la fine del periodo medievale i copisti non le capissero più. In questo modo finirono per essere ridotte ad un semplice ornamento ai manoscritti.

## Le scuole masoretiche
Agli inizi del medioevo si distinguono fondamentalmente due grandi poli di dotti ebrei che analizzarono, studiarono il testo biblico e annotarono le loro conoscenze. Da una parte vi è il polo degli Occidentales (מַעַרְְבָָּאֵֵי), composto dai giudei di Palestina, e dall’altra il polo degli Orientales (מַַדִִינְְחָָאֵֵי), formato dai membri della grande comunità ebraica di Babilonia.
La scuola occidentale aveva il suo centro più importante a Tiberiade, mentre in oriente c’erano numerose scuole, a Sura, Nehardea e Pumbeditha, l’ultima delle quali rimase autorevole in materia di studi giudaici per secoli. Tuttavia le scuole babilonesi persero via via d’importanza, e tra il X e l’XI secolo scomparvero completamente. Le scuole palestinesi presero il sopravvento spirituale dell’ebraismo, e i dotti Occidentales fecero in modo di eliminare ogni traccia di tradizioni testuali che differissero dalle loro. La scuola tiberiense riuscì ad imporre il proprio punto di vista teologico e interpretativo e si espanse per il mondo, mentre le scuole orientali decaddero, dimenticate per secoli. 

### Il sistema babilonese
Il sistema babilonese si basa sull’utilizzo di punti e linee al disopra delle consonanti. È un sistema che si trova utilizzato anche in alcune edizioni dei targumim e nei manoscritti yemeniti. Tale metodo è probabilmente mutuato da un sistema precedente, utilizzato dai cristiani del IV secolo per distinguere gli omografi. Un antico sistema, questo, che si vide perfezionato dalle sette siriache nestoriane orientali intorno al VII secolo, e da cui poi deriverà il sistema vocalico babilonese.
I segni diacritici sono generalmente delle piccole lettere (aggiunte al di sopra del ductus consonantico di base), abbreviazioni di parole aramaiche: una piccola ק, abbreviazione di קיפיא, che significa “leggero”, indica una consonante fricativa generata dalla spirantizzazione di una labiale; una piccola ה sopra una ה in fine di parola indica che essa dev'essere letta in quanto pronome suffisso. Per distinguere i due possibili suoni fricativi della lettera ש, i masoreti babilonesi vi collocavano sopra una piccola ס per indicare una pronuncia alveolare /s/, mentre aggiungevano una piccola ש per indicare una pronuncia postalveolare /ʃ/.
Anche le accentazioni necessarie per la lettura cantata in sinagoga sono segnate con lettere come la ד, ז o ת, che indicano pause più o meno lunghe.

### Il sistema tiberiense
Il sistema tiberiense è quello ancor oggi utilizzato nelle Bibbie in lingua ebraica e, a differenza degli altri, ci è pervenuto già consolidato, uniforme e completo. Consta di 8 segni semplici e 3 composti che possono trovarsi in varie posizioni rispetto alle consonanti (sopra o sotto) ed è perciò detto “infralineare”.
Gli otto segni semplici sono i seguenti: 
- il qameṣ אָ, che doveva rappresentare un suono intermedio tra /a/ ed /o/, cioè una vocale aperta posteriore non arrotondata, /ɑ/. È stato considerato la rappresentazione di due suoni vocalici distinti solo in ambiente sefardita, dove si ha la doppia realizzazione in /o/ ed /a/;
- il pattaḥ אַ, che rappresenta il suono di una vocale aperta anteriore /a/;
- il ḥireq אִִ, frequentemente accompagnato dalla mater lectionis “yod” (אִי), che rappresenta il suono /i/, cioè una vocale anteriore chiusa;
- il segol אֶ, che rappresenta il suono di una vocale semiaperta anteriore /ɛ/;
- lo ṣere אֵ, che rappresenta /e/, cioè il suono di una semichiusa anteriore, e che può trovarsi seguito dalla mater lectionis “yod” (אֵי);
- il qubbuṣ אֻ, frequentemente in combinazione con la mater lectionis “waw” (אוּ), che rappresenta il suono di una vocale chiusa posteriore /u/;
- il ḥolem אֺ, anch’esso spesso in combinazione con la mater lectionis “waw” (אוֺ), che rappresenta il suono di una vocale semichiusa posteriore /o/.[25]

Oltre a questi sette simboli vocalici semplici si deve aggiungere lo šewa (אְ), che serve ad indicare la natura furtiva della consonante. Il suo valore non è fisso, poiché talvolta rappresenta una furtività assoluta (šewa quiescente) talvolta solo parziale (shewa mobile). Quando questo simbolo si combina con i tre segni di segol, pattaḥ e qameṣ nascono i tre segni composti, gli “ḥatef”, (אֱ, אֲ e אֳ). Essi hanno lo stesso valore fonetico della vocale semplice corrispondente, ma viene loro aggiunta la caratteristica della furtività, e il suono è reso particolarmente breve.
I segni diacritici utilizzati sono il dageš, il rafeh, il mappiq, e un puntino in alto a destra o a sinistra per distinguere le due diverse pronunce della lettera ש.
Il dageš (בּ) è un puntino al centro della lettera che può indicare sia una pronuncia plosiva della consonante (e in questo caso prende il nome di dageš lene), sia la sua geminazione (dageš forte). La differenza tra questi due valori non è sempre chiaramente definita e perciò il valore del dageš è determinabile solamente dal contesto.
Il rafeh (בֿ) è il segno opposto rispetto al dageš lene, e indica la spirantizzazione di una consonante plosiva. Non è un segno molto frequente nei manoscritti antichi, e spesso viene usato in maniera erronea per indicare la mancanza del dageš forte. È un simbolo che, però, è stato integrato nel sistema di scrittura della lingua yiddish e, posto al di sopra delle consonanti ב e פ, ne indica la pronuncia fricativa (rispettivamente /v/ e /f/).
Il mappiq (הּ) è un segno che si trova quasi esclusivamente all’interno della lettera ה e ne indica la natura consonantica quando essa ricorre in fine di parola come pronome suffisso. 
Gli accenti per la lettura hanno tre funzioni: musicale, per indicare il tono recitativo con cui viene letto il testo; tonica, che indica la posizione della sillaba accentata all’interno delle singole parole; e pausale, che svolge, cioè, la funzione dei segni d’interpunzione.
In funzione pausale, gli accenti si dividono in: disgiuntivi e congiuntivi. I disgiuntivi indicano la separazione tra due parole – come fanno i nostri segni di punteggiatura – e hanno varie forme a seconda dell’intensità della pausa, che va da molto forte (come il silluq אֽ o l’atnaḫ א֑) a molto debole (ad esempio il ṭifḫa א֖ o il gereš א֜), passando per segni intermedi (come segolta א֒ , zaqef א֔ o revia‘ א֗). I congiuntivi, invece, segnalano un nesso tra due parole, e i principali sono il mereḥa א֥, il munaḫ א֣, il mehuppaḥ א֤ e l’azla א֙. 
La scuola tiberiense vide il suo periodo di massimo splendore tra la fine dell’VIII e l’inizio del X secolo d.C., mentre si susseguirono sei generazioni della famiglia di masoreti più importante in assoluto, quella dei ben Asher. Il più famoso è sicuramente Aaron ben Moshe ben Asher, l’ultimo rappresentante di questa famiglia, che pubblicò un testo della Tanaḫ completo di segni vocalici, accenti e la Masorah corrispondente. Egli, inoltre, lasciò il ספר דקדוקי הטעמים (sefer diqduqey ha-ṭe’amim, cioè “libro delle regole degli accenti”), un volume in cui racchiuse diverse regole riguardanti la vocalizzazione e l’accentuazione dal corpus di regole della Masorah che venivano costantemente copiate ai margini dei manoscritti della Bibbia e in libri indipendenti, i quali fanno parte della letteratura della Masorah. La più importante testimonianza del loro operato a noi pervenuta è rappresentata dal Codice di Leningrado (datato intorno al 1000 d.C.), custodito presso la Biblioteca Nazionale di San Pietroburgo. 
Vale la pena ricordare un’altra scuola masoretica tiberiense, contemporanea a quella dei ben Asher, e cioè quella dei ben Neftali. Essi utilizzarono un sistema di vocalizzazione diverso e più rigoroso, e costituirono una tradizione di trasmissione testuale differente. Nonostante ciò, le due scuole sono strettamente collegate: differiscono solamente otto volte nel testo consonantico, e le differenze sono sottili. Le maggiori diversità si riscontrano nell’accentuazione o nella vocalizzazione, ed occasionalmente anche nella pronuncia. 